# 광역동 치료

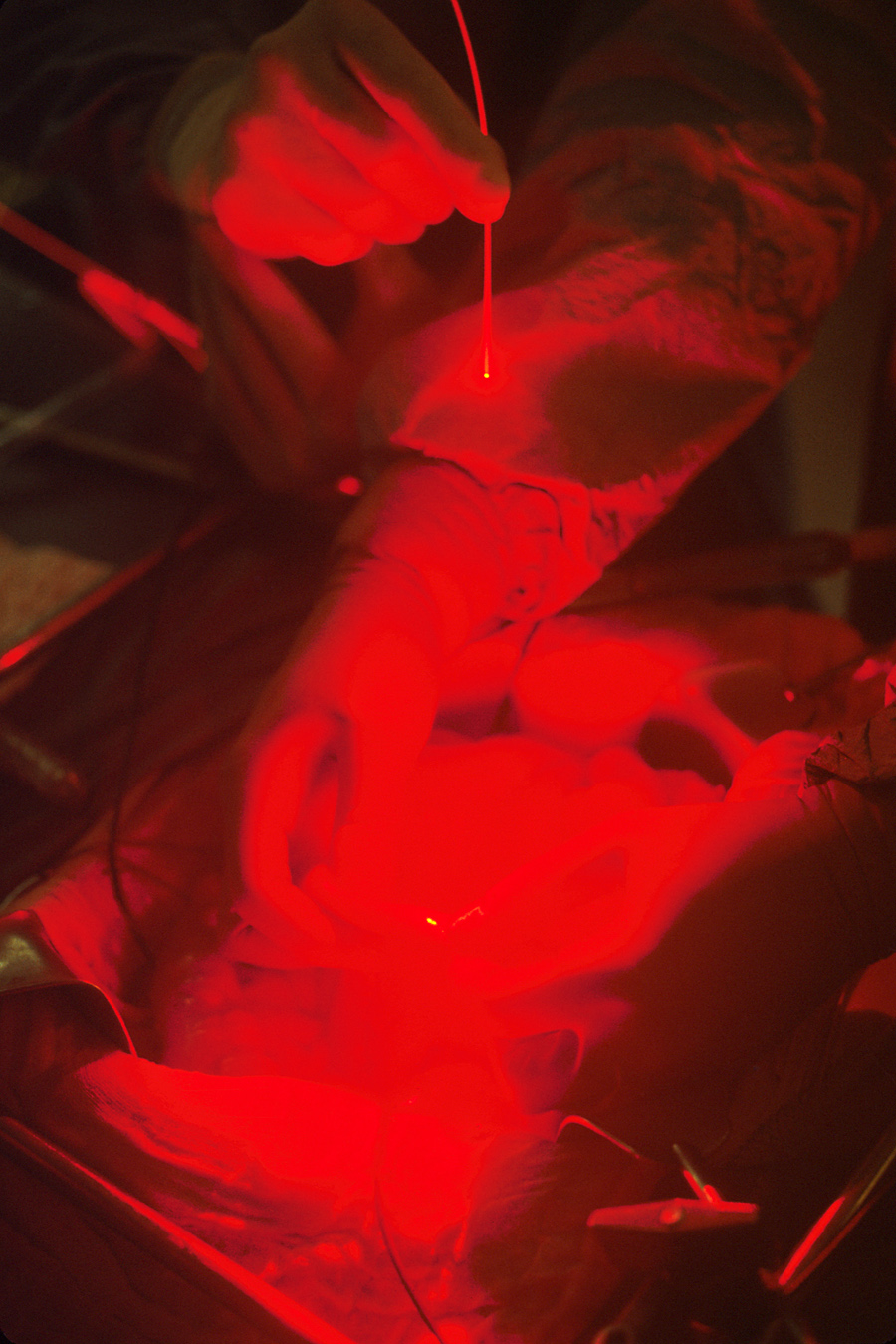

광역동 치료(Photodynamic therapy, PDT)는 빛과 감광화학물질을 이용한 광선 치료의 일종이다. 분자산소와 결합하여 세포사(cell death, 광독성)를 유도한다.
광역동 치료는 여드름 치료에 대중적으로 사용된다.

## 같이 보기
- 레이저 의학